# Campeonato Mundial de Atletismo de 2013 - 20 km marcha atlética masculina
A marcha atlética masculina de 20 km do Campeonato Mundial de Atletismo de 2013 foi disputada no dia 11 de agosto  nas ruas de Moscou.

## Recordes
Antes desta competição, os recordes mundiais e do campeonato nesta prova eram os seguintes:
| Tipo                  | Atleta            | Tempo   | Local   | Data                   | Ref |
| --------------------- | ----------------- | ------- | ------- | ---------------------- | --- |
|                       | Vladimir Kanaykin | 1:17:16 | Saransk | 29 de setembro de 2007 | ver |
| Recorde do campeonato | Jefferson Pérez   | 1:17:21 | Paris   | 23 de agosto de 2003   | ver |

## Medalhistas
| Ouro                   | Prata           | Bronze            |
| Aleksandr Ivanov (RUS) | Chen Ding (CHN) | João Vieira (POR) |

## Cronograma
| Data         | Hora  | Evento |
| ------------ | ----- | ------ |
| 11 de agosto | 17:00 | Final  |

O horário é local (UTC +4)

## Resultado

### Final
A corrida teve início às 17:00.

## Classificação
| Classificação     | Atleta                     | Nacionalidade  | Tempo    | Nota       |
| ----------------- | -------------------------- | -------------- | -------- | ---------- |
| Medalha de ouro   | Chen Ding                  | China          | 1h21'09" | PS         |
| Medalha de prata  | Miguel Ángel López         | Espanha        | 1h21'21" | PS         |
| Medalha de bronze | João Vieira                | Portugal       | 1h22'05" |            |
| 4                 | Denis Strelkov             | Rússia         | 1h22'06" |            |
| 5                 | Takumi Saito               | Japão          | 1h22'09" |            |
| 6                 | Ruslan Dmytrenko           | Ucrânia        | 1h22'14" |            |
| 7                 | Iñaki Gomez                | Canadá         | 1h22'21" | PS         |
| 8                 | Christopher Linke          | Alemanha       | 1h22'36" | PS         |
| 9                 | Kim Hyun-sub               | Coreia do Sul  | 1h22'50" | PS         |
| 10                | Dane Bird-Smith            | Austrália      | 1h23'06" |            |
| 11                | Yusuke Suzuki              | Japão          | 1h23'20" |            |
| 12                | Jaime Quiyuch              | Guatemala      | 1h23'24" |            |
| 13                | Matteo Giupponi            | Itália         | 1h23'27" | PS         |
| 14                | Andrii Kovenko             | Ucrânia        | 1h23'46" |            |
| 15                | Alexandros Papamihail      | Grécia         | 1h23'48" | PS         |
| 16                | Jose Leonardo Montana      | Colômbia       | 1h23'50" | PS         |
| 17                | Rolando Saquipay           | Equador        | 1h24'01" | PS         |
| 18                | RafaL Augustyn             | Polónia        | 1h24'03" |            |
| 19                | Benjamin Thorne            | Canadá         | 1h24'26" |            |
| 20                | Anton Kučmín               | Eslováquia     | 1h24'38" |            |
| 21                | Yerko Araya                | Chile          | 1h24'42" | PS         |
| 22                | Ato Ibáñez                 | Suécia         | 1h24'49" |            |
| 23                | Álvaro Martín              | Espanha        | 1h25'12" |            |
| 24                | Marius Žiūkas              | Lituânia       | 1h25'17" |            |
| 25                | Cai Zelin                  | China          | 1h25'31" |            |
| 26                | Hatem Ghoula               | Tunísia        | 1h25'41" |            |
| 27                | Giorgio Rubino             | Itália         | 1h25'42" |            |
| 28                | Bertrand Moulinet          | França         | 1h26'12" | PS         |
| 29                | Ivan Losyev                | Ucrânia        | 1h26'32" |            |
| 30                | Alex Wright                | Grã-Bretanha   | 1h26'40" |            |
| 31                | Diego Flores               | México         | 1h26'46" |            |
| 32                | Gurmeet Singh              | Índia          | 1h26'47" |            |
| 33                | Chandan Singh              | Índia          | 1h26'51" |            |
| 34                | Mauricio Arteaga           | Equador        | 1h27'35" |            |
| 35                | Georgiy Sheiko             | Cazaquistão    | 1h27'41" |            |
| 36                | Isaac Palma                | México         | 1h28'14" |            |
| 37                | Perseus Karlstrom          | Suécia         | 1h28'20" | PS         |
| 38                | Choe Byeong Kwang          | Coreia do Sul  | 1h28'26" |            |
| 39                | Sérgio Vieira              | Portugal       | 1h28'34" |            |
| 40                | Máté Helebrandt            | Hungria        | 1h28'49" |            |
| 41                | Arnis Rumbenieks           | Letônia        | 1h29'13" |            |
| 42                | Federico Tontodonati       | Itália         | 1h29'26" |            |
| 43                | Francisco Arcilla          | Espanha        | 1h29'38" |            |
| 44                | Vitaliy Anichkin           | Cazaquistão    | 1h30'02" |            |
| 45                | Juan Manuel Cano           | Argentina      | 1h30'45" | PS         |
| 46                | Anibal Paau                | Guatemala      | 1h30'54" |            |
| 47                | Dzianis Simanovich         | Bielorrússia   | 1h31'52" |            |
| 48                | Andrey Ruzavin             | Rússia         | 1h32'45" |            |
| 49                | Rhydian Cowley             | Austrália      | 1h33'35" |            |
| 50                | Alejandro Francisco Florez | Suíça          | 1:35:01  |            |
| 51                | Tim Seaman                 | Estados Unidos | 1:36:35  |            |
| 52 !              | Irfan Kolothum Thodi       | Índia          | DQ       |            |
| 53 !              | Erick Barrondo             | Guatemala      | DQ       |            |
| 54 !              | Wang Zhen                  | China          | DQ       |            |
| 55 !              | Byun Young-Jun             | Coreia do Sul  | DQ       |            |
| 56 !              | Caio Bonfim                | Brasil         | DQ       |            |
| 57 !              | Lebogang Shange            | África do Sul  | DNF      |            |
| 58 !              | Dawid Tomala               | Polónia        | DNF      |            |
| 59 !              | Eider Arévalo              | Colômbia       | DNF      |            |
| 60 !              | Luis Fernando López        | Colômbia       | DNF      |            |
| 61 !              | Kevin Campion              | França         | DNF      |            |
| 62 !              | Hassanine Sebei            | Tunísia        | DNF      |            |
| —                 | Aleksandr Ivanov           | Rússia         | 1h20'58" | DSQ Doping |
| —                 | Ebrahim Rahimian           | Irão           | 1h35'46" | DSQ Doping |

Legenda
| Recorde mundial       | Recorde mundial (World record)               |                       | Recorde africano                      | Recorde africano (African) |                                           | Q | Classificado por posição (Qualified) |
| Recorde do campeonato | Recorde do campeonato (Championship record)  | Recorde da América    | Recorde da América (Americas)         | q                          | Classificado por melhor tempo (Qualified) |   |                                      |
| Melhor marca do ano   | Melhor marca do ano (World leading)          | Recorde asiático      | Recorde asiático (Asian)              | DNS                        | Não largou (Did not start)                |   |                                      |
| Recorde nacional      | Recorde nacional (National record)           | Recorde europeu       | Recorde europeu (European)            | DNF                        | Não terminou (Did not finish)             |   |                                      |
| Recorde pessoal       | Recorde pessoal do atleta (Personal best)    | Recorde da Oceania    | Recorde da Oceania (Oceania)          | DSQ / DQ                   | Desclassificado (Disqualified)            |   |                                      |
| Recorde da temporada  | Recorde da temporada do atleta (Season best) | Recorde sul-americano | Recorde sul-americano (South America) | NM                         | Sem marca (No mark)                       |   |                                      |